# On the Rocks (Nicole Scherzinger)
On the Rocks è un singolo della cantante statunitense Nicole Scherzinger, pubblicato nel 2014 ed estratto dall'album Big Fat Lie.
La canzone è stata scritta da Terius Nash, Christopher Stewart e Carlos McKinney.

## Tracce
- Download digitale

1. On the Rocks – 5:07